# 상률초등학교
상률초등학교는 대한민국 경기도 수원시 장안구에 있는 공립 초등학교이다.

## 학교 연혁
- 1997. 01. 14 상률초등학교 설립인가
- 1998. 11. 01 상률초등학교 개교(14학급)
- 1999. 03. 05 병설 유치원 개원(1학급)
- 2000. 02. 16 제1회 졸업식(81명)
- 2006. 02. 23 녹색학교 조성
- 2006. 11. 20 인조잔디구장 조성
- 2011. 06. 01 돌봄교실 운영
- 2012. 09. 01 제5대 김영종 교장 취임
- 2014. 02. 14 제15회 졸업식(162명 졸업, 총 누계 2,330명)
- 2014. 03. 01 30학급 편성 운영(특수학급 1, 유치원 1)
- 2014. 03. 01 돌봄교실 1실 증설 운영(2학급)
- 2014. 03. 01 도지정 학교체육 연구학교 운영
- 2016. 09. 01 제6대 김희중 교장 취임
- 2017. 04. 02 친환경 흙 운동장 개선사업
- 2018. 03. 05 교내 학교숲 조성
- 2018. 12. 20 급식실 환경 개선 사업
- 2019. 01. 04 제20회 졸업식(114명),총3,000명)
- 2019. 03. 04 28학급 편성 운영, 특수학급1, 유치원1
- 2020. 01. 03 제21회 졸업식(125명), 총3,125명)
- 2021. 03. 01 제7회 최원근 교장 취임
- 2021. 03. 02 26학급 편성 운영, 특수학급1, 유치원1
- 2021. 01. 07 제22회 졸업식(127명),총3,252명)
- 2021. 03. 02 24학급 편성 운영, 특수학급1, 유치원1